# Kazimierz Żorawski
Kazimierz Żorawski (Szczuki, 1866. június 22. – Varsó, 1953. január 23.) lengyel matematikus. Munkája kitüntetett helyet szerzett neki a matematikában olyan lengyel matematikusok mellett, mint Wojciech Brudzewski, Jan Brożek (Broscius), Nicolas Copernicus, Samuel Dickstein, Stefan Banach,  Stefan Bergman, Marian Rejewski, Wacław Sierpiński, Stanisław Hurewicz és Stanistław Zaremba. [forrás?]Żorawski fő érdeklődési köre a differenciálformák invariánsai, a Lie-csoportok integrált invariánsai, a differenciálgeometria és a folyadékmechanika voltak. Ezeken a tudományterületeken végzett munkája fontosnak bizonyult a matematika és a tudomány más területein, például a differenciálegyenletekben, a geometriában és a fizikában (különösen az asztrofizikában és a kozmológiában).